# Oologah
Oologah ist eine Kleinstadt (Town) im Rogers County im US-Bundesstaat Oklahoma. Das U.S. Census Bureau hat bei der Volkszählung 2020 eine Einwohnerzahl von 1.305 auf einer Fläche von 2,2 km² ermittelt. Die Bevölkerungsdichte beträgt 593 Einwohner pro km².
Der Ort liegt im Nordosten Oklahomas, die nächste größere Stadt ist Tulsa etwa 40 km südwestlich. Unmittelbar östlich befindet sich der Oologah Lake, ein Stausee. Die wichtigsten Verkehrsverbindungen sind die U.S. Route 169 und der Oklahoma State Highway 88 nach Claremore, dem Hauptort des Countys. Für den Gütertransport ist die Eisenbahnlinie durch Oologah von Bedeutung.

## Geschichte
Oologah entstand im Gebiet der Cherokee, welche ab 1828 hierher zwangsumgesiedelt wurde. Der Ortsname soll laut dem Historiker George Shirk auf einen Cherokee-Häuptling „Dark Cloud/Dunkle Wolke“zurückgehen. Andere Quellen meinen, dass Oologah schlicht „bewölkter Himmel“ oder „Wolken“ bedeutet.
Die eigentliche Stadtgeschichte beginnt 1889 mit dem Bau einer Eisenbahnlinie durch die Kansas and Arkansas Valley Railway (später Teil der Missouri Pacific Railroad). 1910 hatte Oologah 324 Einwohner, wichtigster Wirtschaftszweig war neben der Landwirtschaft der Abbau von Kohle. Durch die Great Depression und den Rückgang der Kohlenförderung fiel die Einwohnerzahl bis 1940 auf 236. Eine nachhaltige Besserung setzte erst nach dem Bau des Staudammes am Verdigris River und der Schaffung des Oologah Lakes ein. Unmittelbar östlich entstand so ein Tourismusgebiet, und die Bevölkerung stieg auf 458 bei der Zählung 1980 und erreichte 2000 den Höchststand von 883.
Oologah liegt im Bereich der Tornado Alley, 1991 verwüstete ein Tornado die nördlichen Teile der Stadt, unter anderem wurde die Schule beschädigt.

## Kulturdenkmäler
In bzw. um Oologah befinden sich vier Objekte, die im National Register of Historic Places eingetragen sind:
- I.W.W. Beck Building, seit 1999
- Oologah Bank, seit 1982
- Oologah Pump, seit 1992
- Geburtshaus von Will Rogers, seit 1970

## Persönlichkeiten

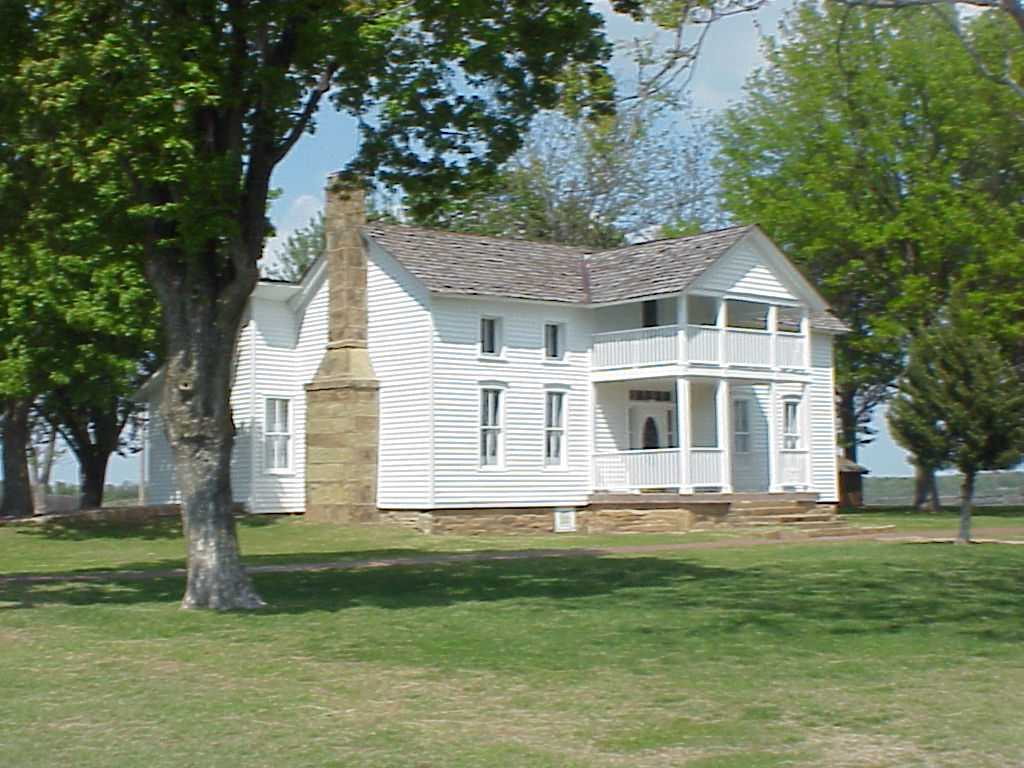
Geburtshaus von Will Rogers

Der Humorist Will Rogers, der noch heute einer der beliebtesten Bürger Oklahomas ist, wurde 1879 auf der Dog Iron Ranch nahe Oologahs geboren. Sein Geburtshaus versetzte man vor der Flutung des Oologah Lakes, 1970 wurde die Ranch ins National Register of Historic Places aufgenommen. Zu Rogers’ 60. Todestag 1995 wurde in Oologa eine Bronzestatue enthüllt, die ihn während eines alltäglichen Aufenthalts in der Stadt zeigt.